# فريدريك براون (روائي)
فريدريك براون (بالإنجليزية: Fredric Brown)‏ (29 أكتوبر 1906، سينسيناتي في الولايات المتحدة - 11 مارس 1972، توسان في الولايات المتحدة)؛ كاتِب، سيناريست وروائي أمريكي.

## روابط خارجية
- فريدريك براون على موقع IMDb (الإنجليزية)
- فريدريك براون على موقع ألو سيني (الفرنسية)
- فريدريك براون على موقع أول موفي (الإنجليزية)
- فريدريك براون على موقع قاعدة بيانات الأفلام السويدية (السويدية)
- فريدريك براون على موقع ديسكوغز (الإنجليزية)
- فريدريك براون على موقع قاعدة بيانات الفيلم (الإنجليزية)
- فريدريك براون على موقع كينوبويسك (الروسية)